# Puerarie Thunbergova
Puerarie Thunbergova (Pueraria montana var. lobata) je vytrvalá rostlina z čeledi bobovité. Je řazena mezi 100 nejhorších invazních druhů světa.

## Popis
Puerarie je vytrvalá polodřevnatá liána s rychlým růstem – až 25 cm za den či 15 metrů za rok. Její kořenové hlízy mohou být až 2 metry dlouhé (tloušťka 18–45 cm) a vážit až 180 kg. Stonek je tmavě hnědý a chlupatý. 
Listy jsou trojlaločné, střídavé, z obou stran chlupaté, 8-20 cm dlouhé a 5–19 cm široké. Květy, uspořádané v převislých latách, jsou zbarveny červenofialově se žlutým středem. Plody jsou 3 cm dlouhé chlupaté lusky.

## Rozšíření
Rostlina pochází z východní Asie (Čína, Tchaj-wan, Japonsko, Korea), ruského Dálného východu, jihovýchodní Asie (Indonésie, Malajsie, Filipíny, Thajsko a Vietnam) a Tichomoří (Nová Kaledonie, Papua Nová Guinea, Šalomounovy ostrovy a Vanuatu).
Byla introdukována do všech tropických oblastí světa včetně Oceánie, dále do střední Evropy, střední a Jižní Ameriky a centrální části USA. V Evropě roste v Itálii a Švýcarsku, kde zatím nevykazuje známky invazního chování. V ČR dosud nebyla zaznamenána.
Osidluje široké spektrum stanovišť s dobrým osluněním. Největší invazní potenciál má v oblastech s mírnou zimou a teplým a vlhkým létem, ačkoliv přežít může i chladnou zimu.
Výhony při dotyku se substrátem koření, proto se dobře rozmnožuje vegetativně. Rozmnožuje se ale i generativně pomocí semen.

## Invazní druh
Na novém stanovišti zásadním způsobem mění ekologické podmínky. Velice rychle poroste původní vegetaci, která kvůli zastínění hyne. Bakterie žijící na kořenech puerarie navíc fixují velké množství vzdušného dusíku, který se uvolňuje do půdy a mění její chemické vlastnosti.